# Fiodor Drewicz
Fiodor Iwanowicz Drewicz (ros. Федор Иванович Древич, trans. Fiodor Iwanowicz Driewicz) – rosyjski oficer i generał, biorący udział w wojnie rosyjsko-tureckiej (1787–1792), walkach w Polsce przeciwko insurekcji kościuszkowskiej i wojnach napoleońskich.

## Życiorys
Syn Iwana Drewicza, pruskiego i rosyjskiego oficera, ziemianina z guberni witebskiej, biorącego udział w walkach w Polsce przeciwko konfederatom barskim.
W dniu 1 kwietnia?/12 kwietnia 1776 zapisany został do konnego pułku lejb-gwardii, potem, od 1 stycznia?/12 stycznia 1786, w stopniu kapitana w Dnieprowskim Pułku Piechoty. W 1788-1789 brał udział w wojnie rosyjsko-tureckiej, a w 1794 walczył w Polsce przeciwko insurekcji kościuszkowskiej. W 1795 przeniesiony w stan spoczynku w stopniu majora. Od 9 grudnia?/21 grudnia 1807 ponownie przyjęty do służby w stopniu podpułkownika na stanowisko adiutanta generała Friedricha von Buxhoevedena. W 1808 walczył w wojnie przeciwko Szwecji, otrzymał order św. Anny III klasy i św. Włodzimierza IV klasy z kokardą. Od 8 listopada?/20 listopada 1808 służył w Finlandzkim Pułku Dragonów, od 21 grudnia 1810?/2 stycznia 1811 był dowódcą tego pułku, 28 października?/9 listopada 1811 otrzymał stopień pułkownika. We wrześniu 1812 wraz z pułkiem służył w korpusie gen. Fabiana von Steinheila w Rewlu, uczestniczył w walkach pod Rygą, Połockiem i bitwie nad Berezyną.
W 1813 w oddziale gen. Aleksandra Czernyszowa, w 20 lutego?/4 marca 1813 brał udział w zdobyciu Berlina, szturmie Lüneburga, został ranny pod Halberstadtem.
W dniu 1 lipca?/13 lipca 1813 otrzymał stopień generał-majora. 22 grudnia 1813?/3 stycznia 1814 samowolnie opuścił pułk i pozostał na leczeniu w Berlinie, co trwało około roku. Za „samowolne opuszczenie pułku bez urlopu” i „brak nadzoru nad pułkiem” był przedmiotem dochodzenia i procesu sądowego, co trwało aż do jego śmierci. W dniu 16 maja?/28 maja 1816 został wydany rozkaz o skreśleniu go ze służby z powodu śmierci. Otrzymał order św. Anny II klasy z brylantami.

## Literatura
- Отечественная война 1812 года. Биографический словарь. rosvoencentr-rf.ru, 2013-09-09. s. 116. [zarchiwizowane z tego adresu (2013-10-14)]. Cytat: Древич (Древиц; v. Drewitz) Федор Иванович (1767–1816), генерал-майор (1813) (ros.).
- Словарь русских генералов. musem.ru/1812, 2013-09-11. Cytat: Древич Федор Иванович, генерал-майор Родился в 1767 г., умер в 1816 г. (Выключен из списков умершим приказом 16.05.1816 г.). (ros.).
- В. Безотосный: Древич Федор Иванович. Немцы России, 2013-09-09. (ros.).
- „Российский архив”. VII-M, s. 386, 1996. Студия «ТРИТЭ» Н.Михалкова. (ros.).